# Alpenländische dachsbracke
Alpenländische dachsbracke är en österrikisk jakthund som under sitt ursprungliga namn Alpenländisch-erzgebirgler dachsbracke godkändes som ras i Österrike och av Fédération Cynologique Internationale (FCI) 1932.

## Historia
Rastypen har likheter med de mindre varianterna av schweiziska stövare och har även förekommit i Tysklands alplandskap och Erzgebirge på gränsen mellan Tyskland och Tjeckien. Det ursprungliga namnet fick den vid en hundutställning i München 1886 och en internationell rasklubb bildades 1896. Denna splittrades när andra världskriget bröt ut. Österrikiska entusiaster räddade rasen efter kriget och i samband med namnbytet 1975 erkändes den internationellt som en österrikisk hundras.

## Egenskaper
Ursprungligen räknades den liksom andra dachsbracke som drivande hund men 1991 flyttades alpenländische dachsbracke till sektionen viltspårhundar som används vid eftersök av högvilt. Den används fortfarande även för drevjakt på hare och räv samt allt klövvilt. För att bli utställningschampion måste en alpenländische dachsbracke ha meriter från viltspårprov.

## Utseende
Alpenländische dachsbracke är en medelstor, långsträckt och lågställd hund. Den har robust och kraftig kroppsbyggnad och benstomme. Den har en vädertålig päls med kraftiga åtliggande täckhår och tjock underull. Färgen är antingen hjortröd eller svart med roströda tan-tecken.